# Réserve naturelle de Yading
La réserve naturelle de Yading est une réserve de biosphère située à l'est du plateau tibétain dans la Préfecture autonome tibétaine de Garzê de la province du Sichuan en Chine.
La région où se trouvent les trois montagnes sacrées tibétaines de Shenrezig, Jambeyang et Chanadorje a été explorée par Joseph Rock en 1928.